# Neocallichirus rathbunae
Neocallichirus rathbunae är en kräftdjursart som först beskrevs av Schmitt 1935.  Neocallichirus rathbunae ingår i släktet Neocallichirus och familjen Callianassidae. Inga underarter finns listade i Catalogue of Life.